# 유나이티드 컵

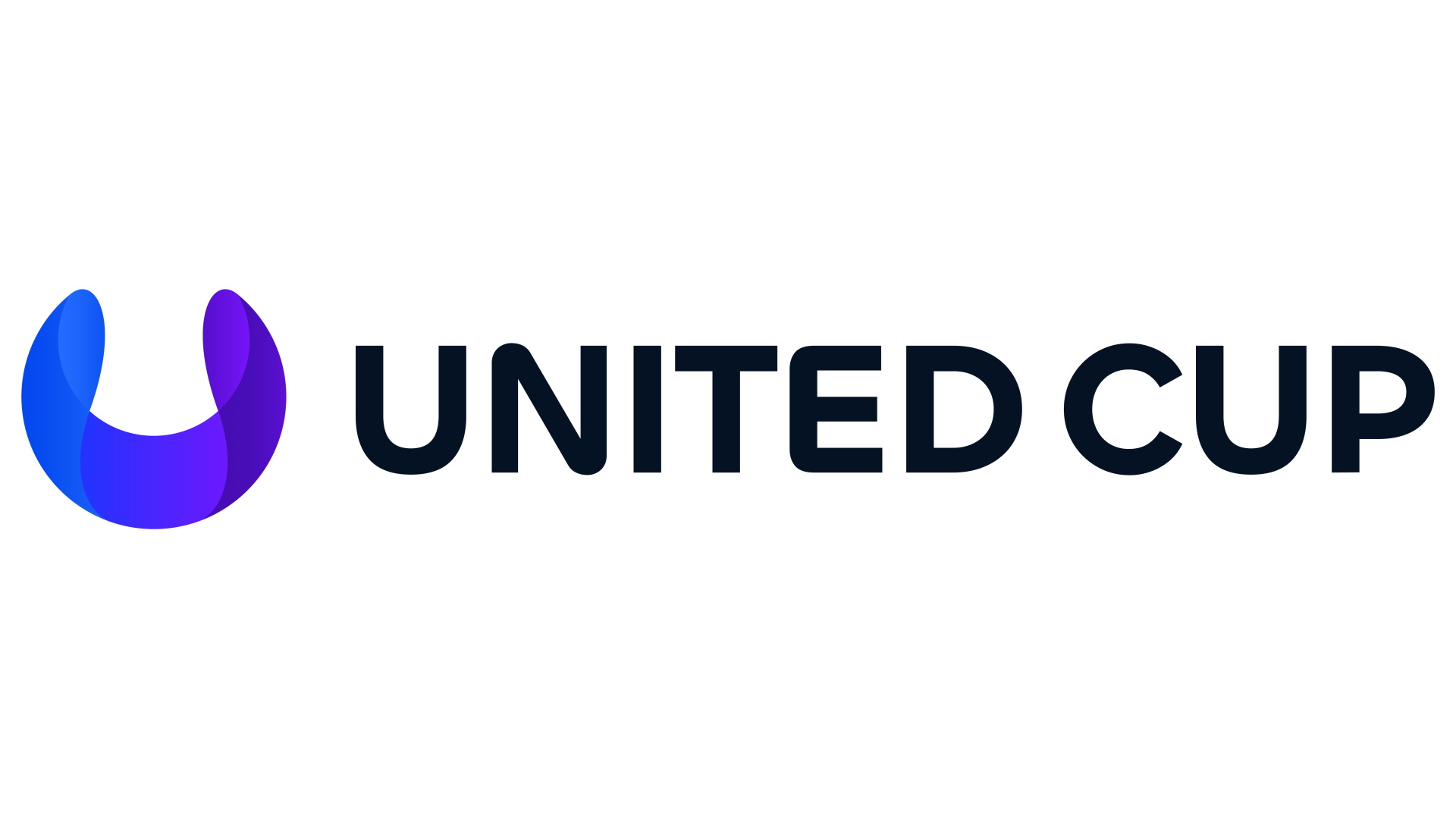
로고

유나이티드 컵(United Cup)은 18개국의 혼성 팀이 참가하는 국제 하드 코트 테니스 대회이다. 제1회 이벤트는 2022년 12월부터 2023년 1월까지 열렸다. 이 이벤트는 오스트레일리아 오픈을 앞두고 11일 동안 호주의 여러 도시에서 진행된다. 또한 선수들에게 ATP 랭킹과 WTA 랭킹 포인트를 모두 제공하며 우승자에게는 최대 500 포인트를 제공하는 최초의 혼성 팀 이벤트이기도 하다.

## 역사
2022년 8월 7일, 테니스 오스트레일리아(Tennis Australia)는 호주 여름에 진행된 국제 야외 하드 코트 남자 팀 대회인 ATP 컵이 2023년부터 중단되고 혼성 대회로 대체될 것이라고 발표했다. 유나이티드 컵은 ATP 투어 일정에서 ATP 컵(2020-2022)을 직접 대체했다.

## 같이 보기
- ATP 컵
- 빌리 진 킹 컵
- 데이비스 컵
- 호프먼 컵